# Tolvtonemusik
Begrebet tolvtonemusik bruges almindeligvis om den musik der er komponeret ved brug af tolvtone-teknik. Det udsprang kort efter første verdenskrig og er et eksempel på atonal musik. De vigtigste komponister er Arnold Schönberg, Alban Berg og Anton Webern. Blandt danske repræsentanter kan nævnes Erik Jørgensen.